# Кедровая Кошка
Кедровая Кошка (Запылай) — мыс на юге Чукотки, омывается заливом Онемен Берингова моря.
Является юго-западной оконечностью небольшого полуострова, вдающегося в срединную часть залива Онемен. Мыс расположен на низкой песчано-галечной косе, покрытой тундровой растительностью и кустарником, на которой есть несколько небольших озёр.
Вокруг мыса находятся отмели с глубинами менее метра, на которых лежит несколько осыхающих банок.
На мысе Кедровая Кошка установлен навигационный знак, принадлежащий Минобороны РФ.